# Milhac-d’Auberoche
Milhac-d’Auberoche korábbi község Franciaországban, Dordogne megyében. Lakosainak száma 564 fő (2018. január 1.). Milhac-d’Auberoche Saint-Antoine-d’Auberoche és Blis-et-Born községekkel határos.
2017. január 1-jén öt másik korábbi községgel egyesült és az így létrejött Bassillac et Auberoche új község része lett.

## Népesség
A település népességének változása:
| Lakosok száma | 480  | 419  | 427  | 452  | 440  | 562  | 584  | 591  | 595  | 564  |
|               | 1968 | 1975 | 1982 | 1990 | 1999 | 2011 | 2013 | 2015 | 2017 | 2018 |